# Station Lerkendal
Station Lerkendal is een halte in Lerkendal in de Noorse gemeente Trondheim. De halte werd in 1994 geopend aan de ringlijn van Trondheim, de Stavne-Leangenbanen. De halte ligt vlak bij het Lerkendalstadion, de thuisbasis van Rosenborg BK.